# Elecciones parlamentarias de Macedonia de 1990
Las elecciones parlamentarias de la República Socialista de Macedonia fueron realizadas el 11 de noviembre de 1990, con una segunda vuelta realizada el 25 de noviembre. Fueron las primeras elecciones competitivas  en la historia del país. El VMRO-DPMNE se convirtió en el partido más grande, obteniendo 38 de los 120 escaños.

## Sistema electoral
Los 120 miembros de la Asamblea fueron elegidos en 120 circunscripciones únicas. Ningún candidato logró superar el 50% de los votos en la primera vuelta, por lo que se realizó una segunda vuelta y disputó con todos los candidatos que superaron el 7% de los votos en la primera vuelta. En la segunda vuelta no se requirió una mayoría, y aquellos candidatos que obtuvieron más votos ganaron el escaño.

## Resultados
| Partido                                                                    | Primera vuelta | Primera vuelta | Segunda vuelta | Segunda vuelta | Escaños |
| Partido                                                                    | Votos          | %              | Votos          | %              | Escaños |
| -------------------------------------------------------------------------- | -------------- | -------------- | -------------- | -------------- | ------- |
| Liga de Comunistas de Macedonia–Partido para la Transformación Democrática | 234 369        | 21.8           | 220 748        | 27.7           | 31      |
| Partido por la Prosperidad Democrática                                     | 165 388        | 15.4           | 58 046         | 7.3            | 17      |
| VMRO-DPMNE                                                                 | 154 101        | 14.3           | 238 367        | 29.9           | 38      |
| Unión de Fuerzas de la Reforma                                             | 142 564        | 13.3           | 128 449        | 16.1           | 11      |
| Partido Socialista de Macedonia                                            | 77 123         | 7.2            | 38 893         | 4.9            | 4       |
| PDP-NDP                                                                    | 62 628         | 5.8            | 13 326         | 1.7            | 5       |
| Movimiento por la Acción de Todos los Macedonios                           | 42 926         | 4.0            | 8 803          | 1.1            | 0       |
| SRS-MDPS                                                                   | 32 799         | 3.0            | 31 236         | 3.9            | 6       |
| Partido de los Trabajadores                                                | 31 591         | 2.9            | 2 923          | 0.4            | 0       |
| Partido Popular Macedonio                                                  | 26 151         | 2.4            | 4 806          | 0.6            | 0       |
| Partido Socialdemócrata                                                    | 16 972         | 1.6            | 1 656          | 0.2            | 0       |
| Partido de los Yugoslavos en Macedonia                                     | 16 898         | 1.6            | 13 331         | 1.7            | 2       |
| Unión Democrática-Partido de los Campesinos                                | 13 230         | 1.2            | 4 829          | 0.6            | 0       |
| Liga por la Democracia                                                     | 13 097         | 1.2            | 2 707          | 0.3            | 0       |
| SPM-MDPS                                                                   | 5 960          | 0.6            | 7 061          | 0.9            | 1       |
| Partido Democrático Popular                                                | 4 597          | 0.4            | 4 105          | 0.5            | 1       |
| PCERM-SPM                                                                  | 3 757          | 0.3            | 3 961          | 0.4            | 1       |
| Alianza Democrática de los Turcos                                          | 3 384          | 0.3            | –              | –              | 0       |
| Partido Democrático Cristiano                                              | 2 779          | 0.3            | –              | –              | 0       |
| PCERM                                                                      | 2 359          | 0.2            | –              | –              | 0       |
| Trabajadores-Partido Campesino                                             | 1 896          | 0.2            | 726            | 0.1            | 0       |
| MAAK/VMRO-DPMNE                                                            | 1 698          | 0.2            | –              | –              | 0       |
| SRS-SDPM                                                                   | 732            | 0.1            | –              | –              | 0       |
| Unión de los Pensionistas de Bitola                                        | 428            | 0.0            | –              | –              | 0       |
| Independientes                                                             | 18 157         | 1.7            | 12 769         | 1.6            | 3       |
| Votos en blanco/nulos                                                      | 60 144         | 5.3            | 34 476         | 4.1            | –       |
| Total                                                                      | 1 135 728      | 100            | 831 218        | 100            | 120     |
| Participación electoral*                                                   | 1 452 072      | 77.2           | –              |                |         |
| Fuente: Nohlen & Stöver                                                    |                |                |                |                |         |

*Incluye a los 113 051 votantes que no se registraron en la primera vuelta, pero votaron mediante el uso de sus tarjetas de identificación.